# Malcolm Lincoln

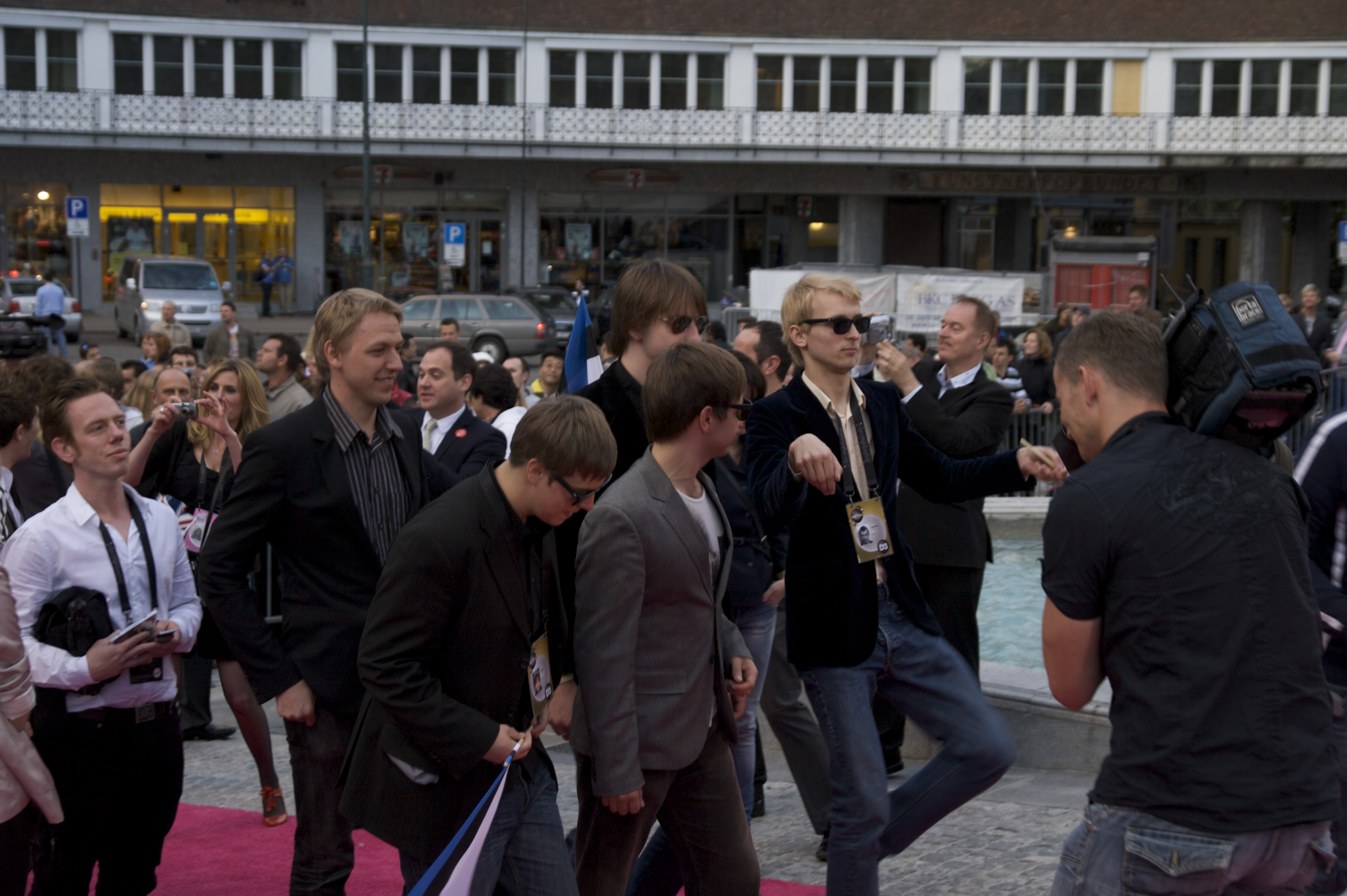
Malcolm Lincoln (2010)

Malcom Lincoln este o formație muzicală estoniană compusă din doi membri: Robin Juhkental și Madis Kubu. S-a format în octombrie 2009. Ei, împreună cu grupul de vocaliști Manpower 4 au reprezentat Estonia la Concursul Muzical Eurovision 2010 cu piesa „Siren”. Numele lor vine de la numele lui Abraham Lincoln, fiind o variantă de răspuns greșită la o întrebare din jocul Cine vrea să fie milionar?, varianta estonă.

## Discografie

### Albume
- Loaded With Zoul (2010)

### Single-uri
- "Siren" (2010)
- "Loaded With Zoul" (2010)
- "Man On The Radio" (2011)
- "Bye" (2012)